# The Blue Boy

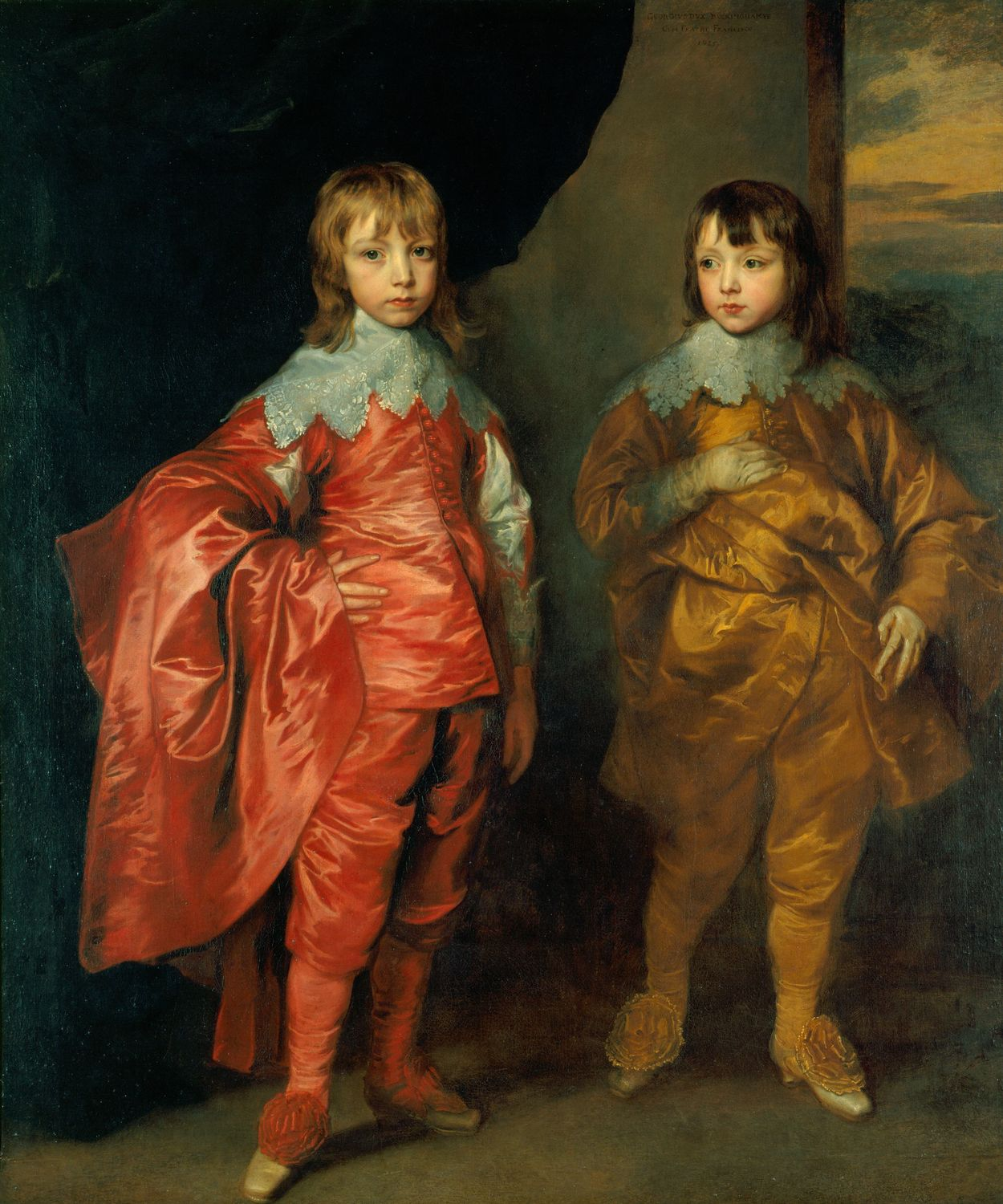
Anthonis van Dyck: George Villiers, 2nd Duke of Buckingham, and Lord Francis Villiers, 1635, Windsor, Royal Collection

The Blue Boy (1769/1770, dt. Knabe in Blau) ist ein Ölgemälde von Thomas Gainsborough, das sich im Besitz der Huntington Collections in San Marino, Kalifornien, befindet. Das Bild zählt heute – neben dem Morning Walk und dem Cottage Girl with Dog and Pitcher (beide 1785) – zu den weltweit bekanntesten Werken Gainsboroughs.
Das Porträt zeigt Jonathan Buttall (1752–1805), den Sohn eines reichen Eisenwarenhändlers, im Alter von 18 Jahren. Das Gemälde stellt ihn in Kleidung des frühen 17. Jahrhunderts dar, nicht des 18. Jahrhunderts, in dem das Bild entstand. Gainsborough knüpft damit an das Bildnis eines in Rot gekleideten Knaben des Barockmalers Anthonis van Dyck an, den er als Vorbild sah. Die Farbe Blau, so heißt es, sei ins Bild gekommen, da Gainsborough seinem zeitgenössischen Kollegen Joshua Reynolds habe beweisen wollen, dass sich diese Farbe auch zentral in einem Bild verwenden lasse, was Reynolds bestritten haben soll, allerdings ist diese Aussage von Reynolds erst 1779 nachweisbar.

## Geschichte
Thomas Gainsborough malte das Porträt des mit ihm befreundeten Jonathan Buttal 1769 oder Anfang 1770. Es wurde erstmals in der Ausstellung der Royal Academy of Arts in London im Sommer 1770 gezeigt und war dann im Besitz des Dargestellten. 1796 erwarb es der Abgeordnete John Nesbitt, 1802 kaufte es der Maler John Hoppner. Um 1809 gelangte das Bild in die Sammlung von Robert Grosvenor und blieb in der Sammlung der Familie, bis es Hugh Grosvenor 1921 an den Kunsthändler Joseph Duveen verkaufte, der es wiederum sofort an den amerikanischen Eisenbahn-Pionier Henry E. Huntington veräußerte. Gegen den Export gab es Proteste. Der Preis von £182.200 war zum damaligen Zeitpunkt der höchste je für ein Bild gezahlte. Bevor das Gemälde im Jahr 1922 in die USA verschifft wurde, war es drei Wochen in der National Gallery in London ausgestellt, wo es 90.000 Menschen sahen.
Im Januar 2022 kehrte das Bild in die National Gallery zurück und wurde dort bis Mitte Mai 2022 fünf Monate lang ausgestellt. In einem Erklärvideo zu dieser Jahrhundertausstellung mit dem Titel Why is Gainsborough's ’Blue Boy’ so famous? geht die zuständige Kuratorin der National Gallery, Christine Riding, auch der Frage nach, wen der Blue Boy darstelle und verneint, dass es sich um Jonathan Buttall handele.